# Lacipa
Lacipa é um gênero de traça pertencente à família Arctiidae.